# Fortaleza da Aguada

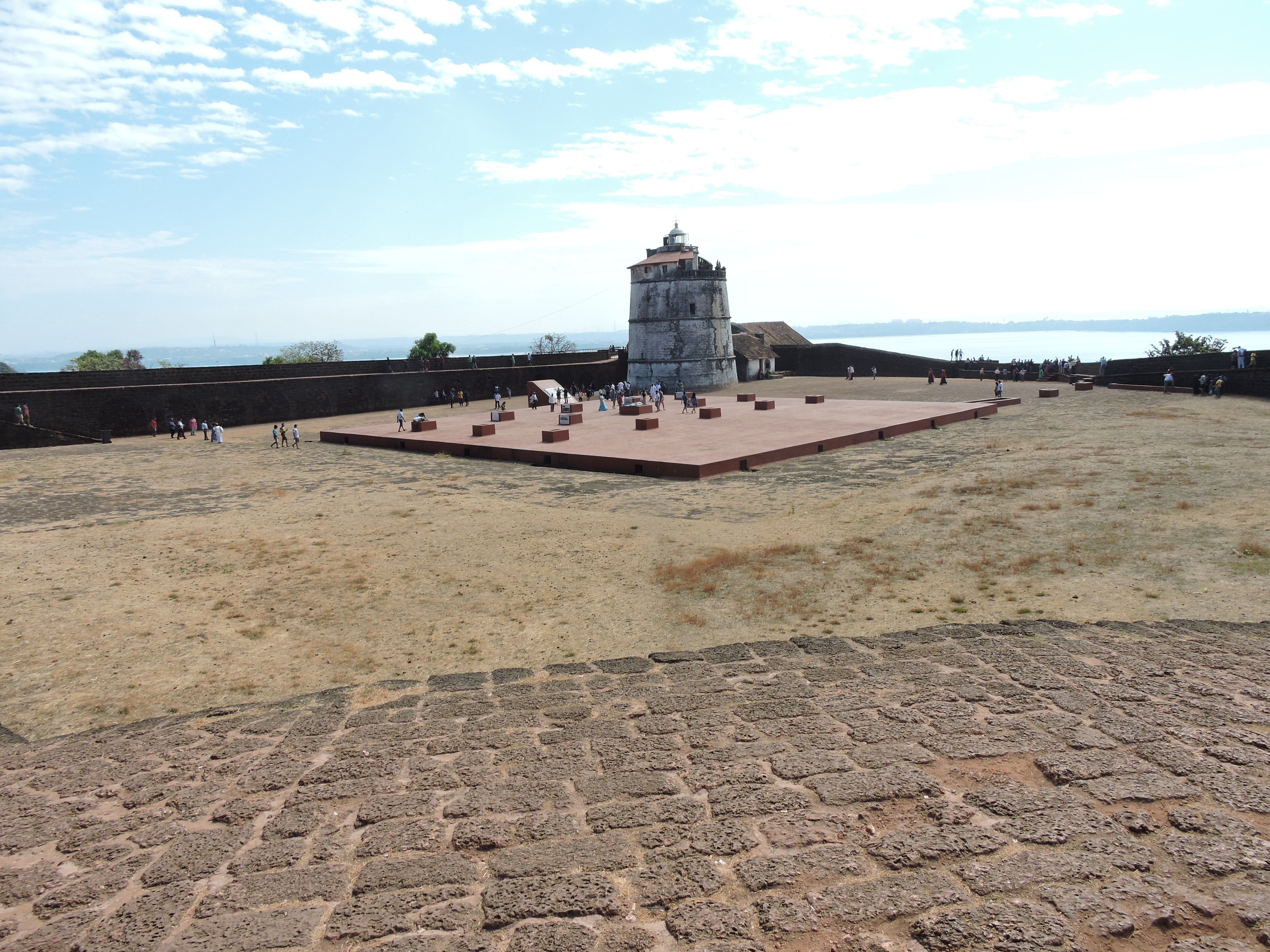
Aguada Fort, Goa, India

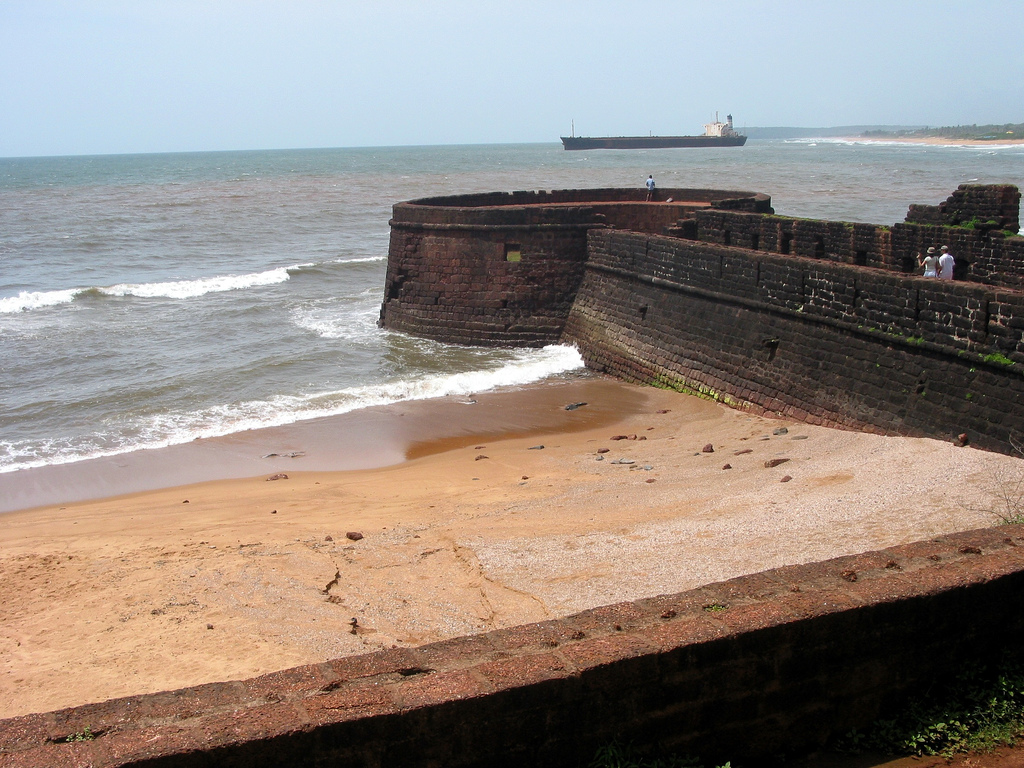
Fortaleza da Aguada: baluarte sobranceiro à praia de Sinquerim e ao Mar Arábico

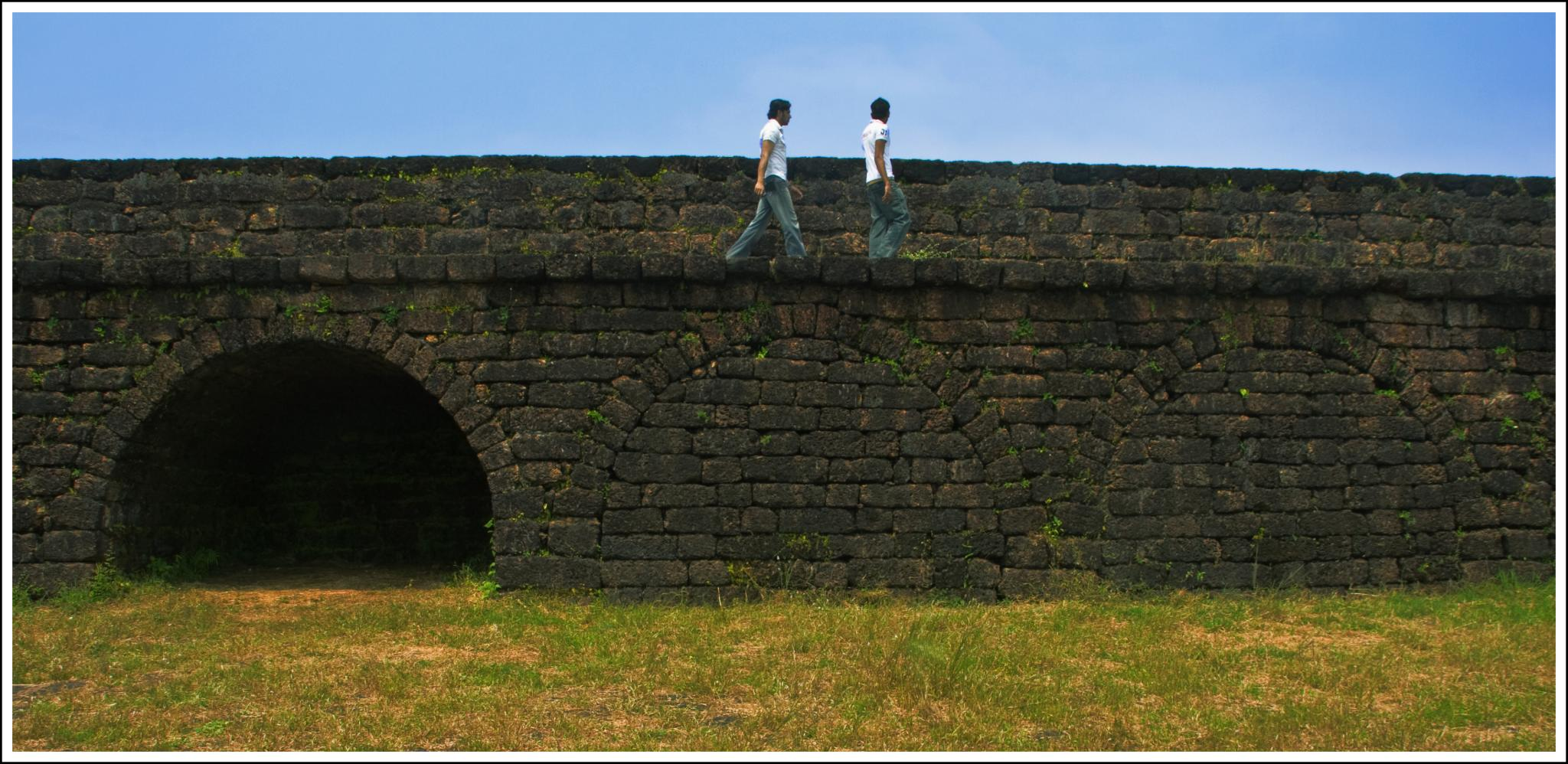
Fortaleza da Aguada: aspecto do parapeito

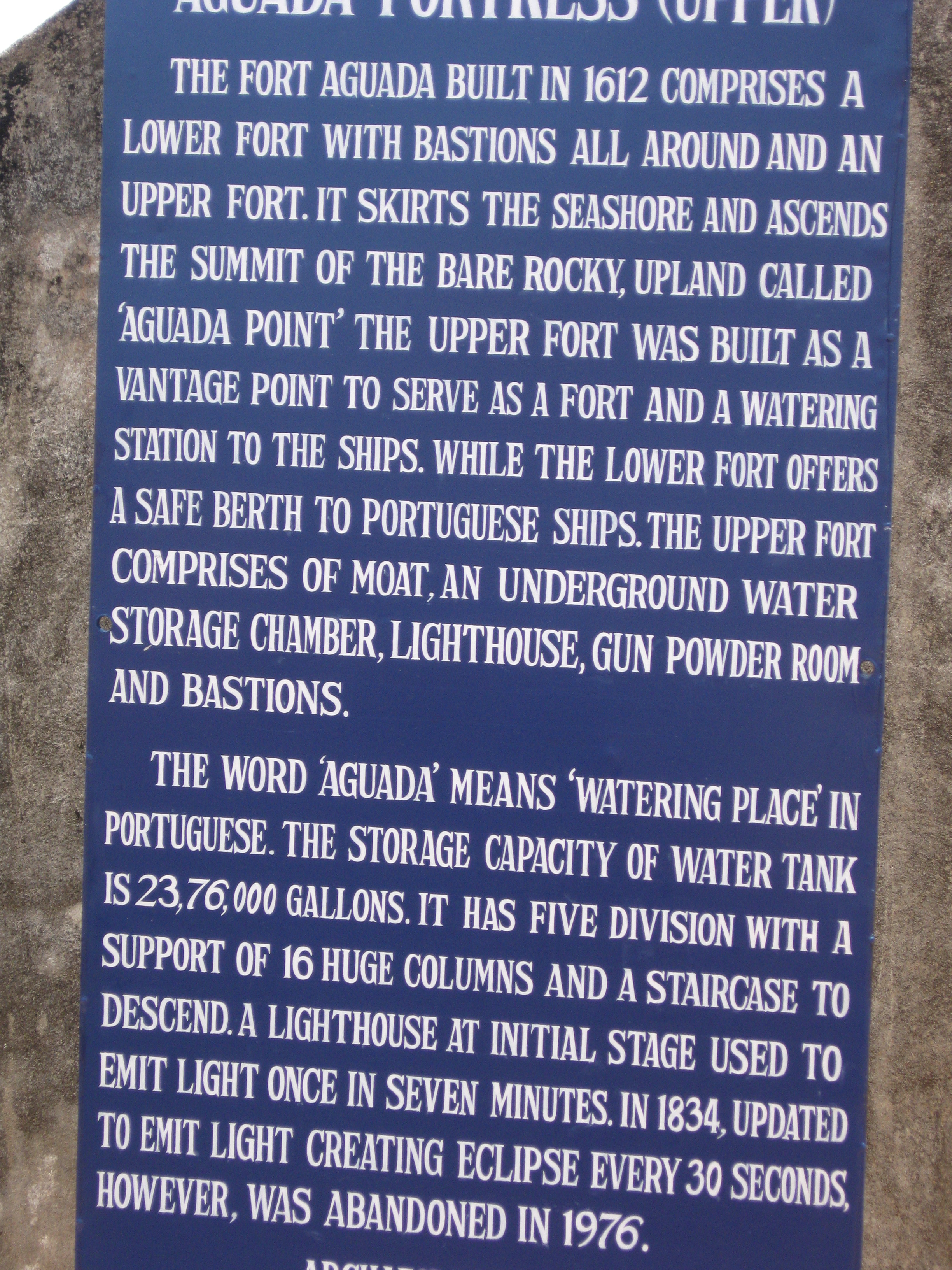
Fortaleza da Aguada: placa com histórico

A Fortaleza da Aguada localiza-se no extremo sul da praia de Sinquerim, em Candolim, concelho de Bardez, distrito de Goa Norte, no estado de Goa, na costa oeste da Índia. Localmente é melhor conhecida como Fort Aguada.
Integrava um vasto complexo fortificado, iniciado no século XVI por portugueses como primeira defesa da barra do rio Mandovi, acesso a Goa, então capital do Estado Português da Índia. A sua denominação deve-se a que era ao abrigo de suas muralhas que as embarcações faziam a "aguada", ou seja, obtinham o suprimento de água potável, de três fontes.

## História
O início da construção do complexo da Aguada é posterior ao da Fortaleza dos Reis Magos de Goa. Os seus trabalhos iniciaram-se com a construção do Forte de Santa Catarina em 1605, após o ataque de sete embarcações holandesas à barra de Goa no ano anterior (1604), por determinação do Vice-rei do Estado da Índia, D. Aires de Saldanha, e estavam concluídos em 1612, no governo de Rui Lourenço de Távora, conforme a inscrição epigráfica:
"REINANDO MUI CATHOLICO REI D. FILLIPE 2.º DE PORTUGAL MANDOU A CIDADE FAZER ESTA FORTALEZA DO DINHEIRO DE UM POR CENTO, PARA GUARDA E DEFFENSÃO DAS NÁOS, QUE A ESTE PORTO VEM, A QUAL FOI ACABADA PELOS VEREADORES DO ANNO 1612, SENDO VICE-REI DÉSTE ESTADO RUI LOURENÇO DE TAVORA."
Acredita-se que os trabalhos foram desenvolvidos pelo arquiteto militar Júlio Simão.
A sua artilharia montava a 79 peças, número expressivo, à época.
O conjunto foi sendo ampliado ao longo dos séculos, diante das incursões de Neerlandeses e Ingleses contra Goa. 
No século XX, durante o Estado Novo Português, as dependências da antiga fortificação foram utilizadas como prisão política.
Após a anexação do território de Goa pela Índia, parte do monumento foi preservado e requalificado com hotéis de cinco estrelas, como o "Taj Beach Resort", e o "Fort Aguada Beach Resort", da rede The Indian Hotels Co. Foi utilizado em 2007 como locação para as filmagens da telenovela  "Fascínios" da rede portuguesa TVI.
Numa de suas partes, junto ao rio Mandovi, situa-se a prisão de Goa.

## Características
O complexo era dominado por um reduto principal, no alto de uma colina, onde se erguia uma torre com um farol seiscentista. Este núcleo coroava um intrincado sistema de muralhas, pontes, fossos com estrada coberta, couraças e baluartes que envolvem toda a península e descem até o mar, protegendo a fonte de água escavada na rocha que abastecia as embarcações (na chamada "Porta do Mar") e impedindo o acesso a Goa.
Outros dispositivos arquitetônicos menores completavam o sistema defensivo de Aguada. Cruzavam fogos, na outra margem da barra do Mandovi com a Fortaleza de Aguada e a Fortaleza dos Reis Magos, respectivamente, o Forte de Nossa Senhora do Cabo (de planta no formato retangular com 220 por 55 metros) e o Forte de Gaspar Dias (com planta no formato quadrangular, com 6 metros de lado), que começou a ser erguido em 1588 também sob a direção de Júlio Simão, mas que, em 1634 ainda não se encontrava concluído.
No interior da fortaleza ergue-se Capela de Nossa Senhora da Boa Viagem, que em 2009 se encontrava em precárias condições de conservação.
Existiu ainda, na ilha de Goa, uma muralha que começava no Passo de Daugin e acabava no Passo de São João Batista, a qual não chegou a ser completada.
O atual farol também foi construído pelos portugueses, e remonta a 1864, o mais antigo de seu tipo na Ásia. Encontra-se desativado desde 1976.
O "Fort Aguada Beach Resort" é composto por vilas e chalés com um total de 130 quartos incluindo 24 suítes com terraço. É integrado por nove restaurantes e conta com praias próximas. Em complemento aos esportes aquáticos, existem facilidades de recreação como quadras de tênis, squash e outras.